# Världscupen i alpin skidåkning 2021/2022
Världscupen i alpin skidåkning 2021/2022 inleddes den 23 oktober 2021 i Sölden i Österrike, och avslutades den 20 mars 2022 i Méribel och Courchevel i Frankrike.
Regerande mästare i den totala världscupen från säsongen 2020/2021 är Petra Vlhová från Slovakien samt Alexis Pinturault från Frankrike.